# Physalaemus
Physalaemus és un gènere de granotes de la família Leptodactylidae que es troba a l'Amèrica Central i Sud-amèrica.

## Taxonomia
- Physalaemus aguirrei
- Physalaemus albifrons
- Physalaemus albonotatus
- Physalaemus angrensis
- Physalaemus atlanticus
- Physalaemus barrioi
- Physalaemus biligonigerus
- Physalaemus bokermanni
- Physalaemus caete
- Physalaemus camacan
- Physalaemus centralis
- Physalaemus cicada
- Physalaemus coloradorum
- Physalaemus crombiei
- Physalaemus cuqui
- Physalaemus cuvieri
- Physalaemus deimaticus
- Physalaemus ephippifer
- Physalaemus erythros
- Physalaemus evangelistai
- Physalaemus fernandezae
- Physalaemus fischeri
- Physalaemus fuscomaculatus
- Physalaemus gracilis
- Physalaemus henselii
- Physalaemus jordanensis
- Physalaemus kroyeri
- Physalaemus lisei
- Physalaemus maculiventris
- Physalaemus maximus
- Physalaemus montubio
- Physalaemus moreirae
- Physalaemus nanus
- Physalaemus nattereri
- Physalaemus obtectus
- Physalaemus olfersii
- Physalaemus petersi
- Physalaemus pustulatus
- Physalaemus pustulosus
- Physalaemus randi
- Physalaemus riograndensis
- Physalaemus rupestris
- Physalaemus santafecinus
- Physalaemus signifer
- Physalaemus soaresi
- Physalaemus spiniger